# Rope-a-dope
Il rope-a-dope è una tecnica pugilistica comunemente associata a Muhammad Ali nel celebre Rumble in the Jungle del 1974 contro George Foreman.
Nelle situazioni competitive al di fuori del pugilato, il termine rope-a-dope è utilizzato per descrivere una strategia in cui una delle parti si mette di proposito in una posizione apparentemente svantaggiosa, cercando in tal modo di ottenere la vittoria finale. Si tratta perciò di una tecnica che si basa prevalentemente sullo stile di gioco del rivale.

## Origine del termine
Secondo il fotografo sportivo George Kalinsky, Ali aveva un modo insolito di condurre i suoi allenamenti, in cui si lasciava colpire dal suo sparring partner, modo che riteneva essere il migliore per allenarsi ad accettare colpi in pancia. Kalinsky gli disse: «Fai come in una sessione di allenamento: comportati come un cretino alle corde» (a dope on the ropes). Allora Ali replicò: «Quindi, vuoi che io sia un rope-a-dope?»
Secondo l'allenatore Angelo Dundee, Kalinsky gli disse: «Perché non provi qualcosa del genere? Come un cretino alle corde, lascia che Foreman tiri tanti colpi, ma, come nella foto, colpisca solo aria».
Successivamente il pubblicista John Condon coniò il termine «rope-a-dope» a partire dalla frase di Kalinsky.

## Esecuzione nella boxe
Il rope-a-dope viene eseguito assumendo una posizione di guardia chiusa appoggiati alle corde (nel classico caso di Alì, ciò attutì in qualche modo i violenti pugni di Foreman, che scaricò i colpi su braccia e tronco senza riuscire a centrare la sua testa), lasciando che l'avversario attacchi ma allo stesso tempo rispondendo quanto basta per evitare che l'arbitro sancisca la fine dell'incontro per KO tecnico. L'obiettivo è quello di sfinire il nemico e indurlo a fare errori, così che questi si possano sfruttare per un eventuale contrattacco.

## Il rope-a-dope nella storia

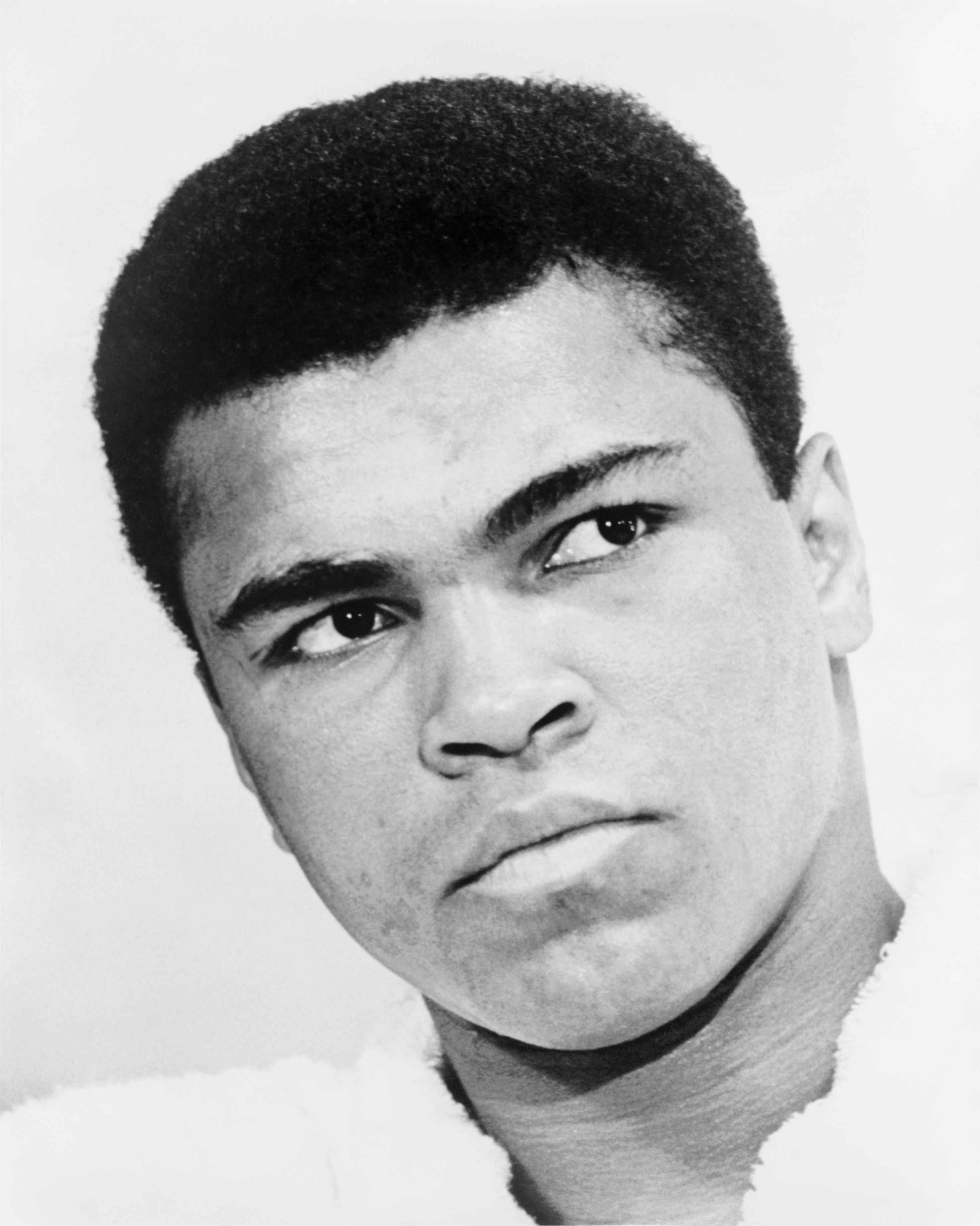
Muhammad Ali

Il rope-a-dope è comunemente associato allo storico incontro fra Muhammad Ali e George Foreman del 1974, meglio noto come Rumble in the Jungle. Il temuto Foreman era di gran lunga considerato il favorito per la vittoria, per via della superiore potenza fisica. A partire dal secondo round, Ali si avvicinò alle corde, appoggiandosi al bordo del ring e opponendo resistenza minima ai colpi di Big George. Il pugile di Louisville, durante gli "agganci", provocava continuamente il rivale, sfidandolo a dare pugni più forti, cosa che lo faceva imbestialire ed indurre a mettere più energia nei colpi, accecato dalla rabbia. Lo scrittore George Plimpton descrisse la posizione di Ali come "un uomo che si affacciava dalla finestra cercando di vedere qualcosa sul suo tetto". Foreman, provocato da Ali che lo scherniva e lo insultava, continuava a portare senza sosta colpi rabbiosi e violenti che finivano però sulle braccia o sui guantoni dell'avversario. Il risultato del suo sterile attacco fu che, con il passare delle riprese, era sempre più stanco e i suoi colpi sempre meno potenti ed Ali, arroccato nella sua impenetrabile difesa, dava l'impressione di risparmiare le forze e di resistere bene alla violenza dell'avversario. Norman Mailer descrisse il rope-a-dope di Ali in questo modo: "Stando in piedi, è doloroso assorbire un pugno, anche se lo blocchi con un braccio. Il dorso, le gambe e la spina dorsale sentono la scossa. Ma standosene appoggiato sulle corde, Ali non deve più preoccuparsene; sarà la corda ad assorbire il colpo." Non appena Foreman iniziò a sentire i segni della fatica e dei colpi di Alì, quest'ultimo ne approfittò e si aggiudicò la vittoria per KO all'ottavo round.
La tecnica fu usata anche in altri celebri incontri dopo il Rumble in the Jungle.
L'argentino Nicolino Locche, soprannominato "El Intocable" (L'intoccabile), sfruttò il rope-a-dope in numerosi suoi incontri. Si appoggiava di proposito alle corde per farsi colpire ed attendeva che il nemico si sfinisse, per poi atterrarlo con le sue combinazioni.
Micky Ward usò spesso questa strategia nella parte finale della sua carriera. Attendeva infatti che il suo rivale si stancasse, prima di colpirlo con un gancio sinistro al corpo oppure con una qualsiasi combinazione. Questa tattica gli consentì di conquistare il titolo WBU dei pesi superleggeri contro Shea Neary.
Manny Pacquiao utilizzò la tecnica per misurare la forza del rivale Miguel Cotto nel novembre 2009. Alcuni istanti dopo aver sfruttato la foga del portoricano, il filippino riuscì ad infliggere un knockdown all'appesantito ed affaticato avversario.
Durante la sua carriera, Floyd Mayweather utilizzò una variazione del rope-a-dope, che consisteva nell'implementare lo shoulder-roll tra le corde. Un esempio fu l'incontro con Jesús Chávez del 2001, in cui Mayweather riuscì a sconfiggere il messicano per ritiro dopo averlo visibilmente sfinito, oppure quello con Manny Pacquiao del 2015.